# Terebellida
Terebellida – rząd wieloszczetów z podgromady osiadłych i infragromady Canalipalpata.

## Opis
Prostomium bez przydatków, a peristomium z serią długich, służących pobieraniu pokarmu, przydatków. Gardziel z brzuszną poduszką mięśniową. Co najmniej jedna para skrzeli obecna. Ciało długie i bez parapodiów.
Budują domki ze śluzu i ciał obcych w wygrzebanych przez siebie jamkach.

## Systematyka
Obecnie zalicza się tu dwa podrzędy:
- Cirratuliformia
- Terebellomorpha